# Horace Chauvet
Horace Chauvet (1873-1962) est un journaliste, historien et homme politique français. Il a particulièrement écrit sur l'histoire et la culture du Roussillon.

## Œuvre
1.	
Traditions populaires du Roussillon, Éd. des Régionalismes, 2013.
Légendes du Roussillon : folk-lore catalan, C. Lacour / 1993
Folklore du Roussillon, imprimerie du Midi / 1943.
Gavatxos : deux historiettes du Roussillon, Philippe Blanc / 1987
Livres	5.	
Histoire du Roussillon : des origines à nos jours. 2e édition, Impr. du Midi / 1962
Voyage pittoresque le long de la Côte Vermeille, Impr. du Midi / 1961
Les Monuments de Perpignan : le Palais des rois de Majorque, la Loge de mer, le Castillet et ses geôles et autres édifices médiévaux, Impr. du Midi / 1959
Couleurs du Vallespir : ses sites poétiques et son folklore, ses eaux vives et ses eaux chaudes, Impr. du Midi / 1958.
François Arago et son temps, Édition des Amis de François Arago, 1954.
Histoire du Roussillon : des origines à nos jours, Impr. du Midi / 1952
11.	
Traditions populaires du Roussillon
Chauvet, Horace (1873-1962) / Impr. du Midi / 1947
Folklore du Roussillon / Impr. du Midi / 1943
Pages peu connues de l'histoire de France se rapportant au Roussillon [Texte imprimé]
Chauvet, Horace (1873-1962) / [éditeur inconnu] / 1942
L'Unité nationale : Pages peu connues de l'histoire de France se rapportant au Roussillon
Chauvet, Horace (1873-1962) / Impr. de l'Indépendant / 1942
La politique roussillonnaise : de 1870 à nos jours
Chauvet, Horace / Imp. de "L'Indépendant / 1934
Charmes du Roussillon, Impr. de "l'Indépendant", 1933
Le duc d'Andorre : la chronique de son altesse mœurs de province, imprimerie de "l'Indépendant" / 1925
Tochs de guerra : 1915, imprimerie Barrière / 1916.
Histoire du parti républicain dans les Pyrénées-Orientales (1830-1877) : d'après des documents et des souvenirs inédits, 1909
Lo Rei dels Avaraços
François Arago : la plus noble figure des années 1830 à 1848 : son apostolat scientifique, son culte mystique de la démocratie
Folk-lore catalan. Légendes du Roussillon
Chauvet, Horace (1873-1962) / J. Maisonneuve / 1899